# Versener Heidesee
Der Versener Heidesee ist ein See und ein Naturschutzgebiet in der niedersächsischen Stadt Meppen im Landkreis Emsland.

## Naturschutzgebiet
Das Naturschutzgebiet mit dem Kennzeichen NSG WE 266 ist 40 Hektar groß. Westlich des Naturschutzgebietes schließt sich das Naturschutzgebiet „Wesuweer Moor“ an, südwestlich liegt das Naturschutzgebiet „Südliches Versener Moor“. Das Naturschutzgebiet steht seit dem 14. Juni 2008 unter Naturschutz. Zuständige untere Naturschutzbehörde ist der Landkreis Emsland.
Das Naturschutzgebiet liegt nordwestlich von Meppen im Internationalen Naturpark Bourtanger Moor-Bargerveen. Im Westen grenzt es direkt an die A 31, die es vom Naturschutzgebiet „Wesuweer Moor“ trennt, sowie im Süden an die B 402. Im Osten wird das Naturschutzgebiet vom Wesuwer Schloot begrenzt.
Das Naturschutzgebiet besteht aus einem etwa 16 Hektar großen See, der in den 1990er-Jahren im Zuge des Autobahnbaus entstanden ist, und den ihn umgebenden Bereichen. Diese werden überwiegend von Heide geprägt. Die Heide – neben Sandheide sind auch feuchte Heideflächen zu finden – wird zur Pflege mit Bentheimer Landschafen beweidet. Zum Schutz der Weidetiere vor dem Wolf wurde im Sommer 2017 ein Schutzzaun errichtet. Teilweise sind Feldgehölze aus Moorbirke, Vogelbeere und Faulbaum ausgebildet.
Im Gebiet leben zahlreiche seltene Pflanzen und Tiere, darunter Kiebitz, Schwarzkehlchen und Reiherente. Auch Flussuferläufer, Zwergschnepfe und Bekassine sind im Naturschutzgebiet anzutreffen. Der Heidesee beherbergt unter anderem Strandling, Gemeinen Igelschlauch, Pillenfarn und verschiedene Armleuchteralgen, darunter Feine Armleuchteralge, Schimmernde Glanzleuchteralge und Biegsame Glanzleuchteralge. Die Wasserlobelie wurde 2015 im See angesiedelt. Eine Besonderheit ist das Vorkommen der Vielästigen Glanzleuchteralge, von der in Deutschland nur drei Vorkommen bekannt sind. Auch der Fadenenzian kommt im Bereich des Sees vor.
Das Gebiet hat auch eine Bedeutung für durchziehende Wasser- und Watvögel. So sind während des Vogelzuges nordische Gänse, Schwäne und Enten, darunter Bless-, Waldsaat- und Graugans, Singschwan, Krick-, Reiher-, Pfeif-, Tafel-, Spieß- und Löffelente sowie Großer Brachvogel, Bekassine und Waldschnepfe anzutreffen.